# Heinrich Seelheim
Heinrich Seelheim (* 15. August 1884 in Essen; † 18. Dezember 1964 in Göttingen) war ein deutscher Geograph und Diplomat. Er wirkte als deutscher Konsul in Winnipeg, Kanada und als Generalkonsul in Yokohama, Japan.

## Leben
Seine Eltern waren der Fabrikmeister Karl Seelheim und dessen Frau Johanna, geb. Bierhaus.
Heinrich Seelheim studierte nach dem Besuch der Oberrealschule in Essen ab 1905 Neuere Sprachen, Geschichte und Germanistik in Marburg und ab 1906 Geographie, Geologie und verwandte Naturwissenschaften in Greifswald. Während seines Studiums wurde er Mitglied der Burschenschaft Arminia Marburg und später Ehrenmitglied der Burschenschaft Germania Greifswald. In Greifswald wurde er 1909 zum Dr. phil. promoviert. Im August 1910 nahm er an einer Expedition nach Spitzbergen teil, wo seitdem der Berg Seelheimfjellet nach ihm benannt ist. Die Reise diente der Vorbereitung auf die Zweite Deutsche Antarktisexpedition 1911/12, die er auf ihrem ersten Fahrtabschnitt bis Pernambuco in Vertretung Wilhelm Filchners leitete. Vom 11. Januar 1916 bis 24. Dezember 1918 leistete er Militärdienst, zuletzt als Leutnant der Reserve. 1918/19 wohnte er in Göttingen.
Ab dem 1. Dezember 1919 war er als Regierungsrat im Reichswanderungsamt tätig. 1920 wurde er Mitglied der Deutschen Volkspartei (DVP). Am 25. November 1920 wurde er in den Auswärtigen Dienst einberufen. Vom 31. Januar 1921 bis zum 28. August 1923 war Seelheim als Legationssekretär an der deutschen Gesandtschaft in Rio de Janeiro tätig. Am 19. Juli 1923 wurde er vom Auswärtigen Amt mit der Leitung des Referats E (Auswanderungswesen) in der Abteilung VI (Kultur) betraut. Am 17. April 1924 wurde Seelheim zum Gesandtschaftsrat II Klasse befördert. Ab dem 17. März 1927 war er Legationsrat. Seine konsularische Prüfung legte Seelheim am 3. Mai 1928 ab. Zum Gesandtschaftsrat I. Klasse stieg er am 23. Dezember 1929 auf.
Wenige Monate später, am 21. Mai 1930, wurde er zum deutschen Konsul in Winnipeg, Kanada, ernannt und übernahm die Geschäfte am 6. August des Jahres. Am 1. Juni 1934 trat Seelheim der NSDAP (Mitgliedsnummer 3.454.646) bei. Er verfasste unter anderem Berichte über emigrierte Reichstagsabgeordnete in Kanada, trat als überzeugter Antisemit und Rassendogmatiker auf und unterstützte die nationalsozialistische Bewegung in Kanada; so auch den Deutschen Bund Kanada und die Deutsche Zeitung für Canada. 1935 wurde er von einem Deutschen in Winnipeg denunziert, feindlich gegen Hitler zu stehen, woraufhin er sich einer Loyalitätsprüfung unterziehen musste. Nach eingehender Prüfung des Sachverhalts durch das Auswärtige Amt, stellten sich die gegen Seelheim erhobenen Beschuldigungen als „haltlose Verleumdungen“ heraus.
Im Oktober 1937 wurde er als Konsul nach Yokohama, Japan, versetzt. Wenige Tage später erhielt er die Amtsbezeichnung Generalkonsul und übernahm am 11. Januar 1938 die Geschäfte. Seelheim war einer der wichtigsten Informanten des als „Schlächter von Warschau“ bekannten Polizeiattachés an der deutschen Botschaft in Tokio Josef Meisinger. Dieser berichtete nach dem Krieg, Seelheim habe ihn zweimal in der Woche aufgesucht, um ihm meist mehr als eine Stunde lang zu berichten, was er Neues erfahren habe.
1948 kam Seelheim nach Göttingen zurück, wo er bis zu seinem Tod lebte.

## Werke
- Die Ückermünder Heide. Ein Beitrag zur pommerschen Landeskunde. Dissertation Universität Greifswald 1910.
- zusammen mit Wilhelm Filchner: Quer durch Spitzbergen. Eine deutsche Übungsexpedition im Zentralgebiet östlich des Eisfjords. E. S. Mittler und Sohn, Berlin 1911.

### Allgemein
- Bernd Isphording, Gerhard Keiper, Martin Kröger: Biographisches Handbuch des deutschen Auswärtigen Dienstes 1871–1945. Herausgeber: Auswärtiges Amt, Historischer Dienst, Band 4, S,241f. Schöningh Verlag Paderborn 2012, ISBN 978-3-506-71843-3.
- Helge Dvorak: Biographisches Lexikon der Deutschen Burschenschaft. Band I: Politiker. Teilband 8: Supplement L–Z. Winter, Heidelberg 2014, ISBN 978-3-8253-6051-1, S. 284–285.
- Clemens Jochem: Der Fall Foerster: Die deutsch-japanische Maschinenfabrik in Tokio und das Jüdische Hilfskomitee Hentrich und Hentrich, Berlin 2017, ISBN 978-3-95565-225-8.

### Kanada
- Jonathan F. Wagner: Brothers Beyond the Sea: National Socialism in Canada Wilfrid Laurier University Press, Waterloo, Ontario, Canada 1981, ISBN 0-88920-096-3.
- Jonathan F. Wagner: Die NS-Bewegung in Kanada In Vierteljahrshefte für Zeitgeschichte, Jahrgang 29, Heft 2, 1981, S. 246–268.
- Graeme S. Mount: Canada’s Enemies: Spies and Spying in the Peaceable Kingdom Dundurn Press Limited, Toronto, Canada 1993, ISBN 1-55002-190-7.
- Richard Menkis, Harold Troper: More than Just Games: Canada and the 1936 Olympics University of Toronto Press, Toronto, Buffalo, London 2015, ISBN 978-1-4426-2690-4.